# شهرستان مونمووث (نیوجرسی)
شهرستان مونمووث، نیوجرسی (به انگلیسی: Monmouth County, New Jersey) یک سکونتگاه مسکونی در ایالات متحده آمریکا است که در نیوجرسی واقع شده‌است.